# Hadrijan I.
Hadrijan I., papa od 1. veljače 772. do 25. prosinca 795. godine.

## Životopis
Hadrijan je bio sin bogatog rimskog patricija Teodora. Ubrzo nakon njegova ustoličenja za papu, na područje pod njegovom vlašću provalio je kralj Langobarda Deziderije. Hadrijan je procijenio da je to velika opasnost koju ne može sam savladati i pozvao je u pomoć franačkog kralja Karla Velikog. 
On se odazvao molbi i krenuo na Italiju s velikom vojskom, zatim je opkolio Deziderija u njegovoj prijestolnici Paviji, zauzeo grad i zarobio Deziderija. Njega je nakon toga protjerao u francuski benediktinski samostan Corbie, sebi je dodao naslov Kralj Lombardije. Papa čija su očekivanja bila mnogo veća, morao se zadovoljiti manjim teritorijalnim proširenjima svojeg Rimskog vojvodstva na račun Ravenskog egzarhata. Papa je u počast te pobjede dao je iskovati kovanice, to su bile prve kovanice što ih je izdao neki papa.
Hadrijan I. umro je u 95 godini, i ostao sve do 18. stoljeća papa s najdužim pontifikatom, tek ga je nadmašio papa Pio VI.

## Vanjska politika
U raskolu između pritisaka Istočnog Rimskog Carstva i langobardskih knezova iz Beneventa, Hadrijan je ostao vjeran savezu s Francima i Karlom Velikim. Prijateljske odnose između pape i kralja nisu omele ni razlika po pitanju ikonoklazma. Karlo Veliki i francuski biskupi bili su žestoki protivnici obožavanja ikona, dok je Hadrijan dijelio stavove Bizanta odobrene dekretom na drugom Drugom nicejskom saboru (787.), kojim se ikonoborci eksomuniciraju, a ikone ponovno postaju predmet poštovanja.

## Vanjske poveznice
- Dio pisma pape Hadrijana I. na drugom zasjedanju Sedmog ekumenskog koncila eng. {{{1}}}